# Ганчев, Гриша
Гриша Данаилов Ганчев (болг. Гриша Данаилов Ганчев; род. 10 декабря 1962, Микре) — болгарский бизнесмен, владелец Litex Motors и Litex Commerce AD, а также акционер Petrol AD и футбольного клуба «ЦСКА» (София).

## Биография
Гриша Ганчев родился 10 декабря 1962 года в селе Микре. В 1980 году окончил среднюю спортивную школу имени Арсена Драганова (Ловеч). Высшее образование получал в Университете национального и мирового хозяйства по специальности «Бухгалтерский учёт». В 1990 году окончил школу управления (дистанционное обучение) в Сент Луисе.

### Бизнес
Первые шаги бизнеса Гриша Ганчев начал в конце 1980-х годов. В начале 1990-х начал вкладывать средства в топливную отрасль. Позже этот бизнес был продан польской компании, как и другие его успешные предприятия — производство соков «Queens», а в 2007 году и винодельня Ловеча. Он сосредоточил свою деятельность в основном в сахарном бизнесе, в управлении несколькими ГЭС, которые были приобретены в процессе приватизации.
В городе Ловеч основал компанию «Litex Commerce AD» («Литекс» с древнегреческого переводится как сирень, символ города Ловеч) в сфере нефтепродуктов. С 2002 года, компания переехала в Софию. Со временем, компания развивалась и обхватывала и другие сферы: энергетика, пищевая промышленной, транспорт, туризм, гостиничный бизнес, строительство, недвижимость и коневодство. «Litex Commerce AD» является одним из основных инвесторов Ловеча.
В 2006 году была введена в эксплуатацию гостиница «Президиум Палас» (Ловеч). 21 февраля 2012 совместно с компанией «Litex Motors» и китайской компанией «Great Wall Motors» был открыт завод автомобилей (Ловеч).

### Благотворительность
Ловечская область и Гриша Ганчев основали благотворительный фонд «Красив Ловеч». Фонд проводит «Ловеч фест», в котором приняли участие популярные болгарские музыкальные группы и мировая эстрада.
В 2007 году городу подарил бронзовую статую, а в 2008 году — статую первого почётного гражданина Ловеча — Экзарх Иосиф I.

### Спорт
Совместно с Ловечскей областью создает предприятие «Спорт 96», которое с 1999 года активно работает. Гриша Ганчев является главным спонсором в нескольких видах спорта: футбол, борьба, бокс, самбо, волейбол и мотокросс. Инвестировал в футбольный клуб «Литекс», который четыре раза становился чемпионом страны (1998, 1999, 2010 и 2011), а также четыре раз выигрывал кубок Болгарии.
С апреля 2007 года член Болгарского олимпийского комитета, а с февраля 2009 — Федерации футбола Болгарии
С 24 июня 2015 года является владельцем футбольного клуба «ЦСКА» (София).

## Признание
27 апреля 2006 года было присвоенное звание почётного гражданина Ловеча — «За значительный вклад в развитие экономики и спорта Ловеча».